# بيديغويان
بلدية بيديغويان (بالإسبانية: Bidegoyan) هي بلدية تقع في مقاطعة غيبوثكوا التابعة لمنطقة إقليم الباسك شمال إسبانيا.

## الديموغرافيا
يبلغ عدد سكان بلدية بيديغويان 533 نسمة عام 2011 (وفقاً للمعهد الوطني للإحصاء الإسباني).
| 421 | 420 | 428 | 457 | 483 | 510 | 533 |